# Aarne Laurila
Aarne Olavi Johannes Laurila, född 16 november 1929 i Helsingfors, död där 8 januari 2021, var en finländsk folkbildare, journalist och politiker.
Laurila blev filosofie doktor 1979. Han inledde sin bana som teater- och litteraturkritiker vid Suomen Sosialidemokraatti, där han 1951–1962 var knuten till kulturredaktionen. En stor folkbildande insats gjorde han som ombudsman vid Folkupplysningssällskapet 1962–1989. Inom den statliga kulturadministrationen har han verkat bland annat som ordförande i centralkommissionen för konst 1968–1973.
Socialdemokraten Laurila tillhörde stadsfullmäktige i Helsingfors 1969–1996 och ledde stadens kulturnämnd 1979–1996. Han har i flera verk behandlat Nobelpristagaren Frans Eemil Sillanpääs författarskap, skrivit en bok om stadsdelen Malm i Helsingfors och dessutom framträtt som en kännare av ungersk kultur, bland annat i Matkailijan Unkari ja madjaarien maa (1976). Han erhöll professors titel 1990.